# Кнорринг, Фёдор Иванович
Фёдор Иванович Кно́рринг (1854, Петрозаводск — 1914, Хабаровск) — российский инженер путей сообщения. Начальник Забайкальской железной дороги (1907—1914), строитель Уссурийской железной дороги (1896—1898). Тайный советник.
В честь Кнорринга названы: станция Кнорринг и населённый пункт Кнорринг в Спасском районе Приморского края, проспект Кнорринг в Посёлке Эдвардса (ныне ст. Посёлок, Гатчинский район).

## Биография
Родился 9 мая 1854 года[по какому календарю?] в Петрозаводске в семье педагога (в 1853 - старший учитель Олонецкой губернской гимназии), впоследствии директора Санкт-Петербургских гимназий (в 1862—1864 — 6-й гимназии; с 1864 — Ларинской гимназии) И. Ф. Кнорринга.
Окончил Ларинскую гимназию (1871; золотая медаль), физико-математический факультет Санкт-Петербургского университета (1876) и Институт инженеров путей сообщения (1878). Был определён 24 июля 1878 года на службу в Министерство путей сообщения и откомандирован в распоряжение главнокомандующего действующей армии. Очень скоро война закончилась и в феврале 1879 года «вследствие расформирования полевых укреплений» был «отчислен за штат» и на основании «высочайшего повеления по военному ведомству» был отмечен годичным жалованием. Однако ещё несколько месяцев он был вольноопределяющимся в 4-й его императорского высочества великого князя Михаила Михайловича батарее гвардейской конно-артиллерийской бригады.
В августе 1879 года был уволен в запас и 11 сентября прикомандирован к технико-инспекторскому комитету железных дорог. В 1880 году отправился на строительство частной Закавказской железной дороги. После окончания строительства Бакинского участка дороги, 18 марта 1883 года был вновь зачислен на государственную службу и направлен на строительство Полесских железных дорог в должности производителя работ 1-го разряда. Затем он был назначен начальником дистанции пути на Вильно-Ровенской, а затем Пинской железных дорогах и «за отлично-усердную и ревностную службу» был награждён орденом Св. Станислава 3-й степени (24.04.1888).
С 24 апреля 1888 года был исполняющим обязанности помощника начальника службы пути Харьковско-Николаевской железной дороги; 22 февраля 1894 года был назначен инженером МПС VII класса и в том же году был награждён орденом Св. Анны 3-й степени.
В начале 1896 года стал начальником службы пути, а 27 июня — заместителем начальника ещё строившейся Южно-Уссурийской железной дороги; получил орден Св. Станислава 2-й степени (13.04.1897); с 6 марта 1898 года — инженер МПС VI класса. В 1898 году, по личному ходатайству начальника строительства О. П. Вяземского небольшая станция Листовая была переименована в станцию Кнорринг; 22 ноября 1898 года произведён в статские советники.
В ноябре 1899 года было утверждено разрешение на строительство линии Петербург — Витебск. Кнорринг был вызван в столицу и получил задачу произвести окончательные расчеты по сооружению третьего пути от Витебского вокзала Санкт-Петербурга к Царскому вокзалу загородной императорской резиденции. Высочайшим приказом по гражданскому ведомству от 1 марта 1903 года Ф. И. Кнорринг был назначен штатным инженером МПС V класса и инженером для производства расчётов по сооружению Императорского пути между Санкт-Петербургом и Царским Селом Николаевской (Октябрьской) железной дороги; 6 апреля 1903 года был произведён в действительные статские советники. В августе 1905 года был назначен «заведующим работами по переустройству станции Санкт-Петербург-Николаевской железной дороги»; затем он строил зернохранилище в Новом Порту. В 1906 году был награждён орденом Св. Владимира 4-й степени.
Кнорринг переустраивал планировку всей узловой станции Московско-Виндаво-Рыбинской дороги — Санкт-Петербург. На берегу Оредежа, возле 4-й платформы станции Вырица в 1907 году построил дом.
В марте 1907 года был командирован в составе инспекторской комиссии тайного советника Горчакова на Забайкальскую железную дорогу. В Иркутске комиссия обнаружила колоссальные злоупотребления, многие руководители дороги были сняты с работы, а её начальник предан суду. Фёдор Иванович Кнорринг с 1 июня 1907 года был назначен новым начальником Забайкальской дороги в этот непростой период после революционных событий. Он исправил тяжелейшее положение на дороге, вывел её из разряда отстающих по сети, развернул строительство вторых путей, сделал существенные преобразования в социальной сфере для улучшения жизни и здоровья служащих и их семей. Так, были созданы благоприятные условия для улучшения жизни и здоровья служащих: в 1909 году был оборудован зубоврачебный кабинет в одном из служебных двухосных вагонов, курсировавший по линии с остановкой на станциях по указаниям участковых врачей; в 1911 году  в посёлке Култук на Байкале устроен санаторий для оздоровления служащих, при Управлении дороги создано «Спортивное общество служащих Забайкальской ж. д.», а приказом начальника дороги от 14 марта 1911 года членам общества была разрешена выдача бесплатных билетов «на протяжении до ста вёрст от Иркутска» для проведения занятий и соревнований. Являясь председателем Комитета образовательных учреждений дороги, особое внимание он уделял учебным заведениям, воспитательному и учебному процессам детей, общежитиям при школах, интернатам, в которых жили дети линейных служащих с маленьких станций и разъездов. В Иркутске 19 сентября 1910 года был открыт приют для сирот, детей бывших служащих, а в Слюдянке открыли его филиал. Налажено ежемесячное снабжение продуктами питания линии восемью вагон-лавками с продуктами и двумя вагон-лавками с мануфактурой (платьем и обувью). Высочайшим приказом по гражданскому ведомству Кнорринг был назначен почётным мировым судьёй Иркутского окружного суда. Был авторитетной фигурой на заседаниях Иркутской городской думы, особенно в обсуждении проекта Ленской железной дороги в Восточной Сибири. В январе 1912 года председательствовал на совещании иркутских предпринимателей и банкиров по вопросу о проведении железной дороги Иркутск – Жигалово.
Уехав в отпуск в 1913 году, по болезни не смог вернуться в Иркутск и остался жить на даче в Вырице.
Уволен со службы 13 февраля 1914 года с производством в тайные советники. К пенсии в 3 тысячи рублей в год из эмеритальной кассы инженеров путей сообщения доплачивали 1 770 рублей. Кроме российских орденов, включая ордена Св. Владимира 3-й степени и Св. Станислава 2-й и 1-й степени (14.04.1913), он имел иностранные: Сиамский орден Короны 3-й степени (13.02.1914) и китайский орден Двойного дракона 2-го класса 3-й степени.
Летом 1914 года прибыл в Хабаровск с целью совершить путешествие по Уссурийской дороге и побывать на станции, носящей его имя; 23 июня 1914 года газета «Приамурские ведомости» сообщила: «Прибывший из Иркутска тайный советник Федор Иванович Кнорринг скоропостижно скончался на пути с вокзала в город». Был похоронен согласно завещанию в Иркутске.

## Семья
Женился 26 июля 1882 года на дочери тайного советника Константина Карловича Лунда, Татьяне Константиновне. Детей у них не было. Фёдор Иванович Кнорринг ушёл из жизни на 28 лет раньше жены, в 1914 году. Татьяна Константиновна доживала свой век в тихом одиночестве в доме № 32/34 на Невском проспекте. Она умерла в блокадном Ленинграде в июне 1942 года в возрасте 79-ти лет; в «Книге памяти» блокадного Ленинграда имеется запись: «Кнорринг Татьяна Константиновна, 1864 г. Место проживания: пр. 25 Октября, д. 32/34, кв. 72. Дата смерти: июнь 1942 г. Место захоронения: Пискарёвское кладбище».